# Lázaro Cárdenas, Palenque
Lázaro Cárdenas är en ort i Mexiko.   Den ligger i kommunen Palenque och delstaten Chiapas, i den sydöstra delen av landet, 800 km öster om huvudstaden Mexico City. Lázaro Cárdenas ligger 110 meter över havet och antalet invånare är 937.
Terrängen runt Lázaro Cárdenas är huvudsakligen kuperad, men den allra närmaste omgivningen är platt. Runt Lázaro Cárdenas är det ganska glesbefolkat, med 34 invånare per kvadratkilometer. Närmaste större samhälle är Tenosique de Pino Suárez, 18,4 km nordost om Lázaro Cárdenas. Omgivningarna runt Lázaro Cárdenas är en mosaik av jordbruksmark och naturlig växtlighet.